# P.I.M.P.
P.I.M.P. è un singolo del rapper statunitense 50 Cent, pubblicato nel 2003 come quarto estratto dall'album d'esordio Get Rich or Die Tryin'.

## Descrizione
La canzone è stata scritta da 50 Cent e da Denaun Porter (Kon Artis, membro della band D12) e prodotta da Porter.
Nel 2005 è stata pubblicata la seconda parte del singolo, nella colonna sonora del videogioco 50 Cent: Bulletproof.

## Remix
Il remix ufficiale con Snoop Dogg, Lloyd Banks e Young Buck è arrivato alla terza posizione della classifica statunitense. Il relativo video musicale venne inoltre candidato come Miglior video hip-hop agli MTV Video Music Awards del 2004.

## Classifiche
| Classifica (2003-04) | Posizione massima |
| -------------------- | ----------------- |
| Australia            | 2                 |
| Austria              | 12                |
| Belgio (Fiandre)     | 16                |
| Belgio (Vallonia)    | 19                |
| Brasile              | 14                |
| Canada               | 1                 |
| Danimarca            | 5                 |
| Finlandia            | 10                |
| Francia              | 25                |
| Germania             | 5                 |
| Grecia               | 7                 |
| Irlanda              | 4                 |
| Italia               | 10                |
| Norvegia             | 4                 |
| Nuova Zelanda        | 2                 |
| Paesi Bassi          | 8                 |
| Regno Unito          | 5                 |
| Romania              | 2                 |
| Stati Uniti          | 3                 |
| Svezia               | 8                 |
| Svizzera             | 4                 |